# 胡考
胡考（1912年—1994年），小说家、文艺理论家、著名漫画家，擅长中国画。浙江余姚人。

## 经历
1931年，毕业于上海新华艺术专科学校。
1937年，任武汉《新华日报》美术编辑。
曾工作于重庆《新华日报》社。
1938年，在延安鲁迅艺术学院（简称“鲁艺”）任教。
1957年，被打成“右派”。
文化大革命期间，受到冲击。
曾先后担任任《苏北画报》社社长，上海华东大学教授，《人民画报》副总编辑、顾问。
是中国美术家协会会员。

## 著作
画作：
- 《胡考素描》
- 《今人物志》
- 《上海小姐》
- 《西厢记》
- 《西施》

小说：
- 《上海滩》（长篇小说，80年代初完成，为封笔之作）

主编：
- 《旁观者》
- 《万象》

诗作：
- 《梨花恨事》
- 《延安五首》
- 《醉花荫》（赠丁玲）
- 《聊以诗词》（诗集）

## 逸事
画室名：“聊以斋”